# Нгетич, Хиллари
Хиллари Черуйот Нгетич — кенийский бегун на средние дистанции, который специализируется в беге на 1500 метров. 
Серебряный призёр чемпионата мира среди юниоров 2012 года.
На мемориале Ван-Дамма 2012 года занял 16-е место с результатом 3.41,66.
Занял 11-е место на соревнованиях ISTAF в Берлине в 2012 году — 3:36.43.